# نادي اتحاد الحويجة
نادي اتحاد الحويجة الرياضي هو فريق كرة قدم عراقي مقره في قضاء الحويجة، كركوك، يلعب في الدوري العراقي الدرجة الثالثة.

## روابط خارجية
- نادي اتحاد الحويجة على موقع Goalzz.com
- أندية العراق - تواريخ التأسيس